# CAP inédito
CAP Inédito: conversaciones desde la soledad es un documental estrenado en 2022, dirigido y escrito por Carlos Oteyza, que relata los dos últimos años en Venezuela del expresidente Carlos Andrés Pérez, sus intentos para volver a lanzarse a la presidencia para un tercer período y la que terminó siendo su campaña política final, esta vez como senador, en un contexto donde estaba cercado por la justicia. Debe su nombre al material inédito que lo conforma, así como al carácter poco documentado de esta faceta del político.
Es el segundo documental de Oteyza, quien había hecho antes CAP 2 Intentos relativo a su etapa presidencial.